# Championnat d'Angleterre de football 1902-1903
 (octobre 2016).
Si vous disposez d'ouvrages ou d'articles de référence ou si vous connaissez des sites web de qualité traitant du thème abordé ici, merci de compléter l'article en donnant les références utiles à sa vérifiabilité et en les liant à la section « Notes et références ».
Navigation
Édition précédente Édition suivante
La 15e édition du championnat d'Angleterre de football est remportée par The Wednesday. Le club de Sheffield remporte son premier titre de champion d’Angleterre.
Grimsby Town fait l’ascenseur. Le club redescend dans la foulée de la montée en première division. Bolton Wanderers l'accompagne en deuxième division.
Sam Raybould de Liverpool, avec  31 buts, termine meilleur buteur du championnat.

## Les clubs de l'édition 1902-1903
| Club                                  | Ville               |
| ------------------------------------- | ------------------- |
| Aston Villa Football Club             | Birmingham          |
| Blackburn Rovers Football Club        | Blackburn           |
| Bolton Wanderers Football Club        | Bolton              |
| Bury Football Club                    | Bury                |
| Derby County Football Club            | Derby               |
| Everton Football Club                 | Liverpool           |
| Grimsby Town Football Club            | Grimsby             |
| Liverpool Football Club               | Liverpool           |
| Middlesbrough Football Club           | Middlesbrough       |
| Newcastle United Football Club        | Newcastle upon Tyne |
| Notts County Football Club            | Nottingham          |
| Nottingham Forest Football Club       | Nottingham          |
| Sheffield United Football Club        | Sheffield           |
| Stoke City Football Club              | Stoke-on-Trent      |
| Sunderland Association Football Club  | Sunderland          |
| The Wednesday                         | Sheffield           |
| West Bromwich Albion Football Club    | Birmingham          |
| Wolverhampton Wanderers Football Club | Wolverhampton       |

## Classement
| Rang | Équipe                  | Pts | J  | G  | N | P  | Bp | Bc | Diff |
| ---- | ----------------------- | --- | -- | -- | - | -- | -- | -- | ---- |
| 1    | The Wednesday           | 42  | 34 | 19 | 4 | 11 | 54 | 36 | +18  |
| 2    | Aston Villa             | 41  | 34 | 19 | 3 | 12 | 61 | 40 | +21  |
| 3    | Sunderland              | 41  | 34 | 16 | 9 | 9  | 51 | 36 | +15  |
| 4    | Sheffield United        | 39  | 34 | 17 | 5 | 12 | 58 | 44 | +14  |
| 5    | Liverpool               | 38  | 34 | 17 | 4 | 13 | 68 | 49 | +19  |
| 6    | Stoke City              | 37  | 34 | 15 | 7 | 12 | 46 | 38 | +8   |
| 7    | West Bromwich Albion    | 36  | 34 | 16 | 4 | 14 | 54 | 53 | +1   |
| 8    | Bury FC                 | 35  | 34 | 16 | 3 | 15 | 54 | 43 | +11  |
| 9    | Derby County            | 35  | 34 | 16 | 3 | 15 | 50 | 47 | +3   |
| 10   | Nottingham Forest       | 35  | 34 | 14 | 7 | 13 | 49 | 47 | +2   |
| 11   | Wolverhampton Wanderers | 33  | 34 | 14 | 5 | 15 | 48 | 57 | -9   |
| 12   | Everton                 | 32  | 34 | 13 | 6 | 15 | 45 | 47 | -2   |
| 13   | Middlesbrough           | 32  | 34 | 14 | 4 | 16 | 41 | 50 | -9   |
| 14   | Newcastle United        | 32  | 34 | 14 | 4 | 16 | 41 | 51 | -10  |
| 15   | Notts County            | 31  | 34 | 12 | 7 | 15 | 41 | 49 | -8   |
| 16   | Blackburn Rovers        | 29  | 34 | 12 | 5 | 17 | 44 | 63 | -19  |
| 17   | Grimsby Town            | 25  | 34 | 8  | 9 | 17 | 43 | 62 | -19  |
| 18   | Bolton Wanderers        | 19  | 34 | 8  | 3 | 23 | 37 | 73 | -36  |

|  | Champion d'Angleterre |
|  | Relégation            |

### Meilleur buteur
- Sam Raybould, Liverpool,  31 buts

## Bilan de la saison
| Tableau d'Honneur                    |               |
| Compétition                          | Vainqueur     |
| Championnat d'Angleterre de football | The Wednesday |
| Coupe d'Angleterre de football       | Bury FC       |

| Promotions et relégations |                               |
| Promus                    | Manchester City Small Heath   |
| Relégués                  | Grimsby Town Bolton Wanderers |

## Sources
- Classement sur rsssf.com